# Electric-Objektiv

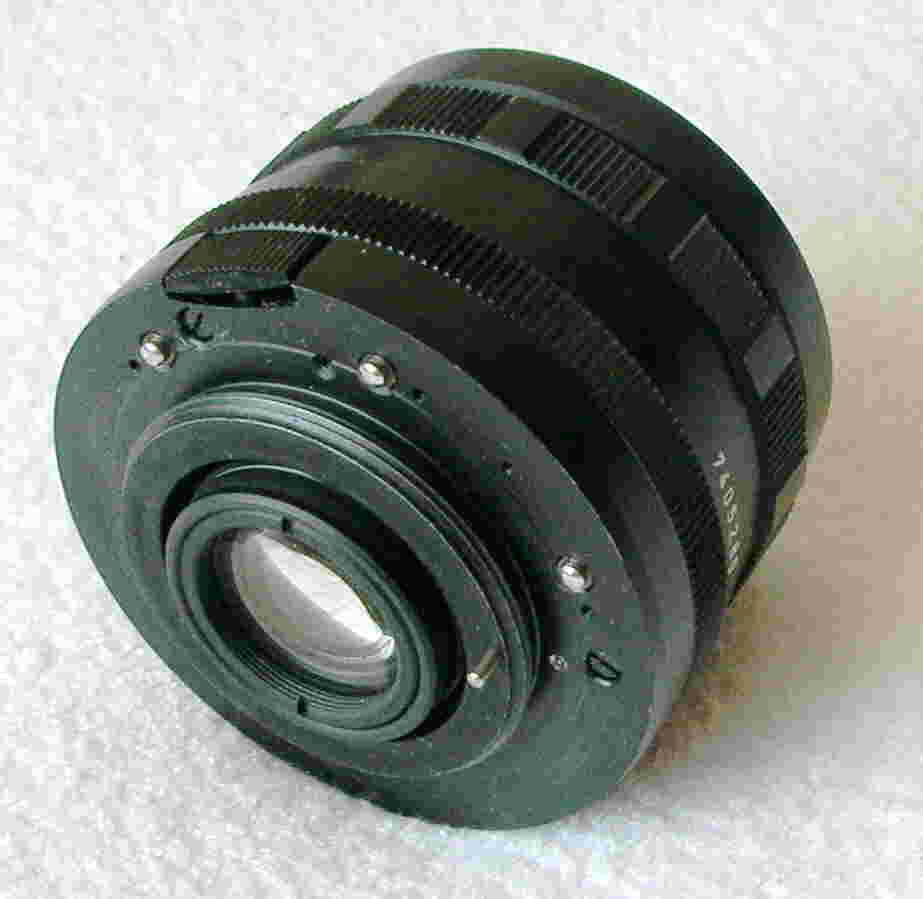
Pentacon electric 2.8/29, Am Objektiv befinden sich drei Kontaktstifte zur Übertragung der eingestellten Blende und ein Metalldruckstift zum mechanischen Abblenden

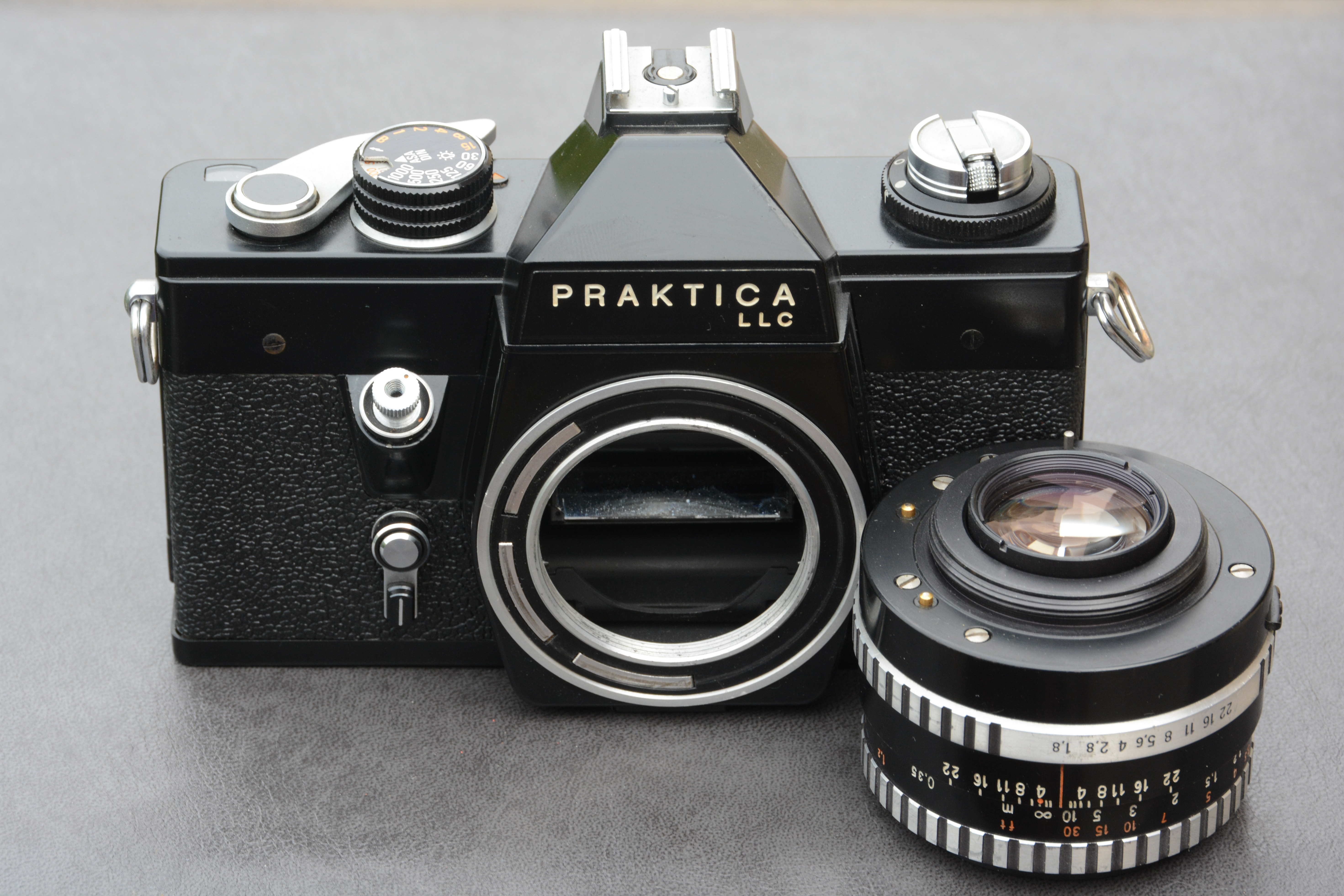
Praktica LLC (1969) mit abgenommenem Objektiv Pancolar 1,8/50, dadurch sind die Blendenautomatik-Kontakte sichtbar

Die sog. Electric-Objektive werden bei der L-Reihe (Modelle LLC, PLC2, PLC3, VLC2, VLC3, EE2, EE3 sowie der BRD-Export-Variante der LLC „Porst reflex CX8“) der Praktica-Kleinbild-Spiegelreflexkameras des VEB Pentacon verwendet, um die Offenblendmessung zusammen mit einer Belichtungsautomatik zu ermöglichen. Beim Einstellen auf die gewünschte Arbeitsblende wird ein Potentiometer verstellt, dem Blendenwert also ein elektrischer Widerstandswert zugeordnet, der mit Hilfe dreier Kontakte an den Belichtungsmesser im Kameragehäuse übertragen wird. Während der Belichtungsmessung, die durch das Objektiv hindurch stattfindet (TTL-Belichtungsmessung), kann die Blende voll geöffnet bleiben, so dass das Sucherbild hell bleibt.
Dabei kann jedoch nicht die zur Arbeitsblende gehörende Schärfentiefe im Sucherbild beurteilt werden. Um dies optional zu ermöglichen, können die electric-Objektive mit einem Schieber (A/M) auf Arbeitsblende abgeblendet werden.
Die electric-Objektive haben M42-Gewinde-Anschluss, an den Kameras der L-Reihe können daher auch herkömmliche M42-Objektive verwendet werden, aber nur mit Arbeitsblendenmessung.
Die meisten anderen Wechselobjektiv-Kleinbild-Spiegelreflexkameras mit Offenblendmessung und Belichtungsautomatik haben Bajonett- oder Gewindeanschluss und keine Belichtungsautomatik.

## Funktionsprinzip
Mit veränderter Blendeneinstellung  ändert sich die Lage des Abgriffs am Potenziometer und damit der elektrische Widerstand. Das Widerstandsverhältnis bildet ein Maß für den Blendenwert und wird in einer Brückenschaltung ausgewertet.

## Übersicht der "electric"-Objektive

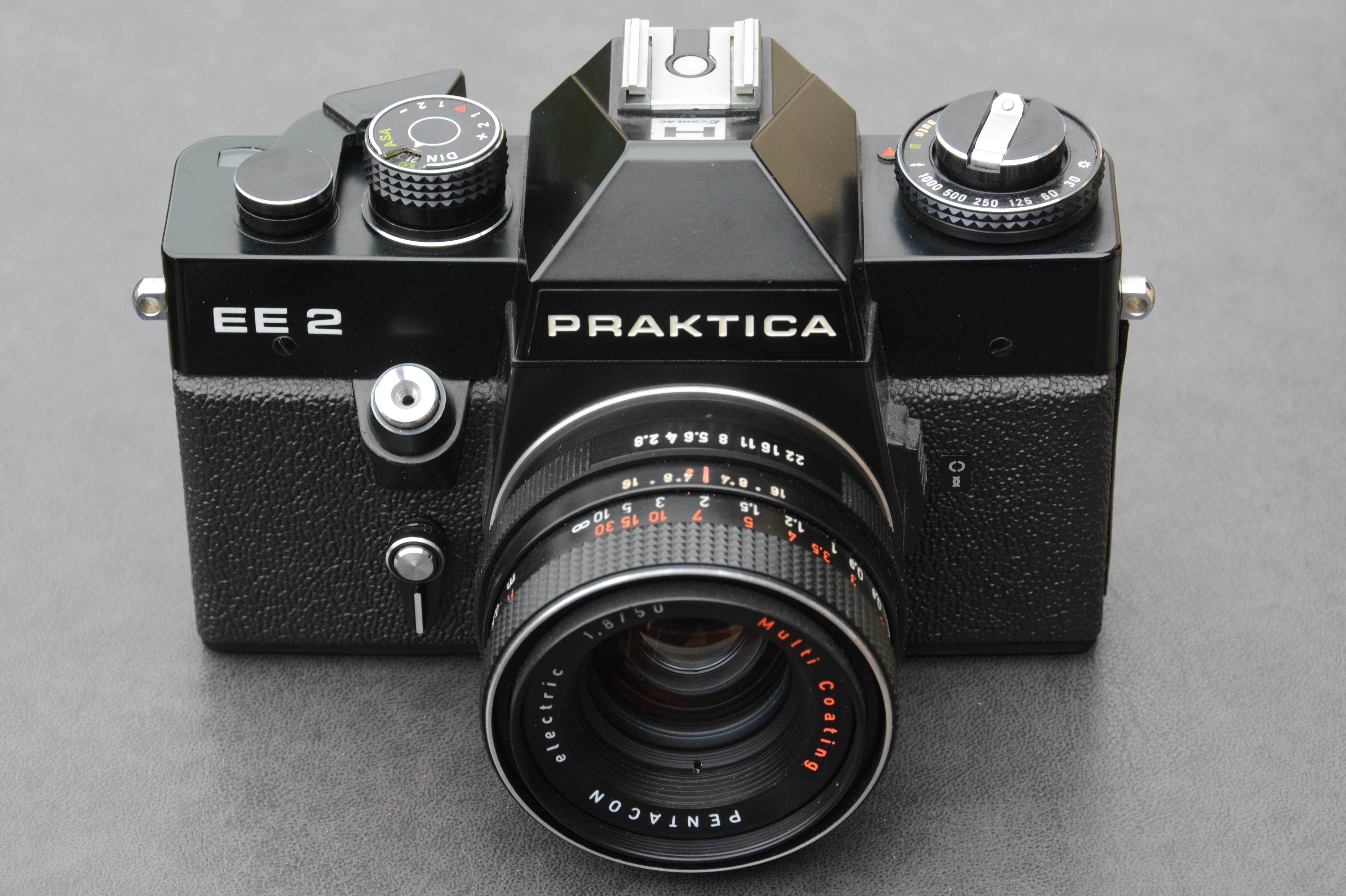
Praktica EE2 mit Objektiv Pentacon electric 1,8/50 MC; 1977

Carl Zeiss Jena (für den Export zeitweise mit "aus Jena" oder "aus Jena DDR" gelabelt):
- Carl Zeiss Jena electric MC Flektogon 2,8/20
- Carl Zeiss Jena electric MC Flektogon 2,4/35
- Carl Zeiss Jena Pancolar 1,8/50 "Zebra" (nur teilweise mit den drei "electric"-Kontakten)
- Carl Zeiss Jena electric MC Pancolar 1,8/50
- Carl Zeiss Jena electric MC Pancolar 1,8/80
- Carl Zeiss Jena electric Sonnar MC 3,5/135
- Carl Zeiss Jena electric Sonnar MC 2,8/200

Meyer-Optik Görlitz (ab 1971 im VEB Pentacon Dresden):
- Meyer-Optik Görlitz Orestegon 2,8/29 EST (seltene "electric"-Variante)
- Pentacon electric 2,8/29 MC
- Meyer-Optik Görlitz Oreston 1,8/50 "Zebra" (seltene "electric"-Variante)
- Pentacon electric 1,8/50 MC
- Meyer-Optik Görlitz Orestor 2,8/100 "Zebra" (seltene "electric"-Variante)
- Pentacon electric 2,8/100
- Pentacon electric 2,8/135 MC
- Pentacon electric 4/200

Jos. Schneider Optische Werke Bad Kreuznach:
- Schneider-Kreuznach Curtagon electric 2,8/35
- Schneider-Kreuznach Tele-Xenar electric 3,5/135